# Blaulicht 112
Blaulicht 112 war ein deutsches Techno-Projekt, bestehend aus Caba Kroll, Dan Racoon, Dragan Hecimovic, Q-Man und Yves van de Graacht. Es bestand in den Jahren 1999 bis 2000 und brachte vergleichsweise wenige Singles und Remixes auf den Markt. Ihr einziger Charterfolg blieb der Track Geht los!, der es 1999 auf Platz 60 der deutschen Singlecharts schaffte.

## Hintergrund
Die wesentlichen Veröffentlichungen bestehen aus Singles, von denen zahlreiche (auch projekteigene) Remixe existieren, und die auf einigen Compilations wie Future Trance oder Gute Zeiten, schlechte Zeiten 21 – For You vertreten sind. Besonderes Merkmal der Titel Geht Los! und 8erbahn, die sich klanglich am Besuch eines Fahrgeschäfts orientieren, ist, dass in die Tracks Rekommandeurstimmen von Tanja Kaiser eingestreut wurden. Gecovert wurden die Musiktitel 2005 von Knightclub unter dem Namen Ab gehts.
Außerdem ist die Stimme von Tanja Kaiser zu hören im Lied Schwung in die Kiste, das die Musikgruppe Die Orsons 2015 veröffentlichte.

## Diskografie

### EPs
- Blaulicht 112 E.P. (1999)

### Singles
- Geht Los! (1999)
- Besorg’s Mir (1999)
- 8erbahn (2000)

### Remixes
- Rockstar – Du Hast (Blaulicht 112 Remix) (1999)
- Bad Habit Boys – Weekend (Blaulicht 112 Mix) (2000)